# Campeonato de Primera División 2012-13 (Argentina)
El Campeonato de Primera División 2012-13 fue la octogésima tercera temporada de la era profesional de la Primera División del fútbol argentino. Previo a su desarrollo, se implementaron diversas reformas en el reglamento relacionadas con su forma de disputa, el sistema de descensos y la clasificación a las copas internacionales.
Después de muchas discusiones y propuestas, la Asociación del Fútbol Argentino anunció que, a diferencia de los torneos anteriores, este constaría de dos fases, el Torneo Inicial «Eva Perón» 2012 - Copa Evita Capitana, que se jugó durante el segundo semestre de ese año, y el Torneo Final «Eva Perón» 2013 - Copa Juana Azurduy, que se disputó durante el primer semestre del año siguiente, y que ambos ganadores se enfrentarían en una final, en cancha neutral, cuyo vencedor se consagraría campeón del Campeonato de Primera División 2012-13. En caso de que un mismo equipo ganara ambos torneos, sería declarado campeón automáticamente. Finalmente, el 24 de octubre de 2012, con el Torneo Inicial comenzado, mediante una resolución del comité ejecutivo de la Asociación, se determinó que los ganadores de los torneos Inicial 2012 y Final 2013 fueran considerados campeones de los mismos, otorgándose, por segunda vez en la historia, tres títulos de Primera División en una misma temporada.
Los nuevos participantes fueron los dos equipos ascendidos de la Primera B Nacional 2011-12: River Plate y Quilmes, que regresaron a la máxima categoría luego de solo un año en la segunda división.
El campeón de la temporada fue el Club Atlético Vélez Sarsfield, ganador del Torneo Inicial, que superó en la final al vencedor del Torneo Final, el Club Atlético Newell's Old Boys.
Presentó, también, un nuevo sistema para definir a los equipos que descendieron a la segunda división. Los clubes que perdieron la categoría fueron los tres últimos de la tabla de promedios, para ser reemplazados por los tres primeros de la Primera B Nacional, eliminándose de esta manera las promociones. Entre los descensos, se destacó el del Club Atlético Independiente, que perdió la categoría luego de 101 años ininterrumpidos en Primera División.
Por otra parte, al finalizar el Torneo Inicial, quedaron establecidos, por medio de la tabla sumatoria de los torneos disputados en el año 2012, los equipos clasificados a la Copa Libertadores 2013, que acompañaron al campeón del Torneo Clausura 2012 y al equipo de mejor ubicación final en la Copa Sudamericana 2012; y al término de la temporada, los respectivos clasificados a la Copa Sudamericana 2013 y dos de los cinco representantes argentinos en la Copa Libertadores 2014.

## Ascensos y descensos
| Pos. | Equipos ascendidos de la B Nacional 2011-12 |
| ---- | ------------------------------------------- |
| 1.º  | River Plate                                 |
| 2.º  | Quilmes                                     |

| Prom. | Equipos descendidos en la temporada 2011-12 |
| ----- | ------------------------------------------- |
| 19.º  | Banfield                                    |
| 20.º  | Olimpo                                      |

## Sistema de disputa
Cada torneo, Inicial y Final, se llevó a cabo en una sola rueda, por el sistema de todos contra todos, siendo el segundo los desquites del primero, y cada uno consagró un campeón. Finalmente, estos disputaron un único partido en cancha neutral, que consagró al campeón de la temporada.

## Equipos
| Equipo              | Ciudad       | Estadio                                             | Capacidad     |
| ------------------- | ------------ | --------------------------------------------------- | ------------- |
| All Boys            | Buenos Aires | Islas Malvinas                                      | 12 199        |
| Argentinos Juniors  | Buenos Aires | Diego Armando Maradona                              | 25 000        |
| Arsenal             | Sarandí      | Julio Humberto Grondona                             | 16 300        |
| Atlético de Rafaela | Rafaela      | Nuevo Monumental                                    | 16 000        |
| Belgrano            | Córdoba      | Julio César Villagra Mario Alberto Kempes           | 28 000 57 000 |
| Boca Juniors        | Buenos Aires | Alberto J. Armando                                  | 49 000        |
| Colón               | Santa Fe     | Brigadier General Estanislao López                  | 40 000        |
| Estudiantes         | La Plata     | Ciudad de La Plata                                  | 53 000        |
| Godoy Cruz          | Mendoza      | Malvinas Argentinas                                 | 40 268        |
| Independiente       | Avellaneda   | Libertadores de América                             | 41 637        |
| Lanús               | Lanús        | Ciudad de Lanús-Néstor Díaz Pérez                   | 46 519        |
| Newell's Old Boys   | Rosario      | Marcelo Bielsa                                      | 42 000        |
| Quilmes             | Quilmes      | Centenario Dr. José Luis Meiszner                   | 33 000        |
| Racing Club         | Avellaneda   | Presidente Perón                                    | 50 000        |
| River Plate         | Buenos Aires | Antonio Vespucio Liberti                            | 61 321        |
| San Lorenzo         | Buenos Aires | Pedro Bidegain                                      | 43 963        |
| San Martín          | San Juan     | Ingeniero Hilario Sánchez San Juan del Bicentenario | 19 500 25 286 |
| Tigre               | Victoria     | José Dellagiovanna                                  | 30 000        |
| Unión               | Santa Fe     | 15 de Abril                                         | 22 852        |
| Vélez Sarsfield     | Buenos Aires | José Amalfitani                                     | 49 540        |

### Distribución geográfica de los equipos
| Región                 | Cant. | Equipos                                                                                |
| ---------------------- | ----- | -------------------------------------------------------------------------------------- |
| Conurbano bonaerense   | 6     | Arsenal, Independiente, Lanús, Quilmes, Racing y Tigre                                 |
| Ciudad de Buenos Aires | 6     | All Boys, Argentinos Juniors, Boca Juniors, River Plate, San Lorenzo y Vélez Sarsfield |
| Provincia de Santa Fe  | 4     | Atlético de Rafaela, Colón, Newell's Old Boys y Unión                                  |
| Ciudad de La Plata     | 1     | Estudiantes                                                                            |
| Provincia de Córdoba   | 1     | Belgrano                                                                               |
| Provincia de Mendoza   | 1     | Godoy Cruz                                                                             |
| Provincia de San Juan  | 1     | San Martín                                                                             |

## Torneo Inicial

### Tabla de posiciones final
| Pos. | Equipo              | Pts. | PJ | PG | PE | PP | GF | GC | Dif. |
| ---- | ------------------- | ---- | -- | -- | -- | -- | -- | -- | ---- |
| 1.º  | Vélez Sarsfield     | 41   | 19 | 13 | 2  | 4  | 31 | 12 | 19   |
| 2.º  | Newell's Old Boys   | 36   | 19 | 9  | 9  | 1  | 23 | 11 | 12   |
| 3.º  | Belgrano            | 36   | 19 | 10 | 6  | 3  | 22 | 13 | 9    |
| 4.º  | Lanús               | 34   | 19 | 10 | 4  | 5  | 23 | 10 | 13   |
| 5.º  | Racing Club         | 33   | 19 | 9  | 6  | 4  | 26 | 12 | 14   |
| 6.º  | Boca Juniors        | 33   | 19 | 9  | 6  | 4  | 25 | 20 | 5    |
| 7.º  | Arsenal             | 31   | 19 | 9  | 4  | 6  | 19 | 22 | −3   |
| 8.º  | River Plate         | 29   | 19 | 7  | 8  | 4  | 28 | 16 | 12   |
| 9.º  | Estudiantes (LP)    | 28   | 19 | 8  | 4  | 7  | 19 | 16 | 3    |
| 10.º | Colón               | 26   | 19 | 6  | 8  | 5  | 26 | 24 | 2    |
| 11.º | San Lorenzo         | 26   | 19 | 6  | 8  | 5  | 20 | 20 | 0    |
| 12.º | All Boys            | 21   | 19 | 5  | 6  | 8  | 19 | 27 | −8   |
| 13.º | Atlético de Rafaela | 20   | 19 | 5  | 5  | 9  | 20 | 28 | −8   |
| 14.º | Godoy Cruz          | 20   | 19 | 5  | 5  | 9  | 13 | 24 | −11  |
| 15.º | Quilmes             | 19   | 19 | 3  | 10 | 6  | 16 | 23 | −7   |
| 16.º | Argentinos Juniors  | 19   | 19 | 4  | 7  | 8  | 19 | 29 | −10  |
| 17.º | San Martín (SJ)     | 17   | 19 | 4  | 5  | 10 | 21 | 27 | −6   |
| 18.º | Independiente       | 17   | 19 | 3  | 8  | 8  | 16 | 24 | −8   |
| 19.º | Tigre               | 13   | 19 | 1  | 10 | 8  | 16 | 27 | −11  |
| 20.º | Unión               | 7    | 19 | 0  | 7  | 12 | 16 | 33 | −17  |

|  | Campeón. Clasificó a la segunda fase de la Copa Libertadores 2013. |

|  |

## Tabla sumatoria del año 2012
Se confeccionó con la agregación de los resultados del Torneo Clausura 2012 y el Torneo Inicial 2012. Se utilizó para la clasificación a la Copa Libertadores 2013.
Argentina tuvo cinco cupos en la competición. Los cuatro primeros, que clasificaron a la segunda fase, fueron para el campeón del Torneo Clausura 2012, el campeón del Torneo Inicial 2012, y los dos equipos mejor ubicados en esta tabla, exceptuando a los anteriores. El cupo restante, que clasificó a la primera fase, fue para el equipo con mejor desempeño en la Copa Sudamericana 2012.
| Pos. | Equipo              | Cl 12 | In 12 | Pts. | PJ | PG | PE | PP | GF | GC | Dif. |
| ---- | ------------------- | ----- | ----- | ---- | -- | -- | -- | -- | -- | -- | ---- |
| 1.º  | Vélez Sarsfield     | 33    | 41    | 74   | 38 | 22 | 8  | 8  | 57 | 27 | 30   |
| 2.º  | Arsenal             | 38    | 31    | 69   | 38 | 20 | 9  | 9  | 49 | 37 | 12   |
| 3.º  | Newell's Old Boys   | 32    | 36    | 68   | 38 | 18 | 14 | 6  | 49 | 30 | 19   |
| 4.º  | Boca Juniors        | 33    | 33    | 66   | 38 | 18 | 12 | 8  | 55 | 40 | 15   |
| 5.º  | Lanús               | 26    | 34    | 60   | 38 | 17 | 9  | 12 | 42 | 28 | 14   |
| 6.º  | Belgrano            | 24    | 36    | 60   | 38 | 16 | 12 | 10 | 39 | 33 | 6    |
| 7.º  | Colón               | 29    | 26    | 55   | 38 | 13 | 16 | 9  | 50 | 42 | 8    |
| 8.º  | Estudiantes (LP)    | 27    | 28    | 55   | 38 | 15 | 10 | 13 | 42 | 40 | 2    |
| 9.º  | All Boys            | 33    | 21    | 54   | 38 | 14 | 12 | 12 | 40 | 40 | 0    |
| 10.º | Racing Club         | 19    | 33    | 52   | 38 | 14 | 10 | 14 | 45 | 39 | 6    |
| 11.º | San Lorenzo         | 25    | 26    | 51   | 38 | 12 | 15 | 11 | 42 | 43 | -1   |
| 12.º | Tigre               | 36    | 13    | 49   | 38 | 11 | 16 | 11 | 45 | 46 | -1   |
| 13.º | Argentinos Juniors  | 27    | 19    | 46   | 38 | 11 | 13 | 14 | 36 | 44 | -8   |
| 14.º | Atlético de Rafaela | 24    | 20    | 44   | 38 | 11 | 11 | 16 | 46 | 52 | -6   |
| 15.º | San Martín (SJ)     | 22    | 17    | 39   | 38 | 10 | 9  | 19 | 42 | 56 | -14  |
| 16.º | Independiente       | 20    | 17    | 37   | 38 | 8  | 13 | 17 | 38 | 52 | -14  |
| 17.º | Godoy Cruz          | 14    | 20    | 34   | 38 | 7  | 13 | 18 | 24 | 49 | -25  |
| 18.º | Unión               | 25    | 7     | 32   | 38 | 5  | 17 | 16 | 37 | 53 | -16  |
| 19.º | River Plate         | –     | 29    | 29   | 19 | 7  | 8  | 4  | 28 | 16 | 12   |
| 20.º | Quilmes             | –     | 19    | 19   | 19 | 3  | 10 | 6  | 16 | 23 | -7   |

|  | Clasificados a la segunda fase de la Copa Libertadores 2013. |

| 1. 2. 3. |

## Torneo Final

### Tabla de posiciones final
| Pos. | Equipo              | Pts. | PJ | PG | PE | PP | GF | GC | Dif. |
| ---- | ------------------- | ---- | -- | -- | -- | -- | -- | -- | ---- |
| 1.º  | Newell's Old Boys   | 38   | 19 | 12 | 2  | 5  | 40 | 21 | 19   |
| 2.º  | River Plate         | 35   | 19 | 10 | 5  | 4  | 28 | 22 | 6    |
| 3.º  | Lanús               | 33   | 19 | 8  | 9  | 2  | 26 | 14 | 12   |
| 4.º  | San Lorenzo         | 32   | 19 | 8  | 8  | 3  | 26 | 16 | 10   |
| 5.º  | Quilmes             | 31   | 19 | 8  | 7  | 4  | 28 | 22 | 6    |
| 6.º  | Racing Club         | 29   | 19 | 8  | 5  | 6  | 24 | 17 | 7    |
| 7.º  | Godoy Cruz          | 29   | 19 | 7  | 8  | 4  | 23 | 16 | 7    |
| 8.º  | Arsenal             | 29   | 19 | 8  | 5  | 6  | 25 | 22 | 3    |
| 9.º  | San Martín (SJ)     | 26   | 19 | 7  | 5  | 7  | 31 | 28 | 3    |
| 10.º | Belgrano            | 23   | 19 | 4  | 11 | 4  | 14 | 13 | 1    |
| 11.º | Atlético de Rafaela | 23   | 19 | 5  | 8  | 6  | 21 | 23 | −2   |
| 12.º | Independiente       | 22   | 19 | 5  | 7  | 7  | 16 | 17 | −1   |
| 13.º | Tigre               | 21   | 19 | 6  | 3  | 10 | 22 | 30 | −8   |
| 14.º | Vélez Sarsfield     | 20   | 19 | 4  | 8  | 7  | 18 | 20 | −2   |
| 15.º | Estudiantes (LP)    | 20   | 19 | 4  | 8  | 7  | 15 | 19 | −4   |
| 16.º | All Boys            | 20   | 19 | 5  | 5  | 9  | 15 | 24 | −9   |
| 17.º | Colón               | 20   | 19 | 5  | 5  | 9  | 20 | 30 | −10  |
| 18.º | Argentinos Juniors  | 18   | 19 | 4  | 6  | 9  | 13 | 21 | −8   |
| 19.º | Boca Juniors        | 18   | 19 | 3  | 9  | 7  | 13 | 29 | −16  |
| 20.º | Unión               | 17   | 19 | 3  | 8  | 8  | 17 | 31 | −14  |

|  | Campeón. Clasificó a la segunda fase de la Copa Libertadores 2014. |

|  |

## Tabla de posiciones final del campeonato
Esta tabla fue utilizada como clasificatoria para la Copa Sudamericana 2013.
Argentina tuvo 6 cupos en la competición. El primero de ellos le correspondió al campeón del Campeonato de Primera División 2012-13. Los 5 cupos restantes fueron para los mejor ubicados en esta tabla, excluyendo a aquellos que hubieran participado de la Copa Libertadores 2013.
| Pos. | Equipo              | Pts. | PJ | PG | PE | PP | GF | GC | Dif. |
| ---- | ------------------- | ---- | -- | -- | -- | -- | -- | -- | ---- |
| 1.º  | Newell's Old Boys   | 74   | 38 | 21 | 11 | 6  | 63 | 32 | 31   |
| 2.º  | Lanús               | 67   | 38 | 18 | 13 | 7  | 49 | 24 | 25   |
| 3.º  | River Plate         | 64   | 38 | 17 | 13 | 8  | 56 | 38 | 18   |
| 4.º  | Racing Club         | 62   | 38 | 17 | 11 | 10 | 50 | 29 | 21   |
| 5.º  | Vélez Sarsfield     | 61   | 38 | 17 | 10 | 11 | 49 | 32 | 17   |
| 6.º  | Arsenal             | 60   | 38 | 17 | 9  | 12 | 44 | 44 | 0    |
| 7.º  | Belgrano            | 59   | 38 | 14 | 17 | 7  | 36 | 26 | 10   |
| 8.º  | San Lorenzo         | 58   | 38 | 14 | 16 | 8  | 46 | 36 | 10   |
| 9.º  | Boca Juniors        | 51   | 38 | 12 | 15 | 11 | 38 | 49 | −11  |
| 10.º | Quilmes             | 50   | 38 | 11 | 17 | 10 | 44 | 45 | −1   |
| 11.º | Godoy Cruz          | 49   | 38 | 12 | 13 | 13 | 36 | 40 | −4   |
| 12.º | Estudiantes (LP)    | 48   | 38 | 12 | 12 | 14 | 34 | 35 | −1   |
| 13.º | Colón               | 46   | 38 | 11 | 13 | 14 | 46 | 54 | −8   |
| 14.º | San Martín (SJ)     | 43   | 38 | 11 | 10 | 17 | 52 | 55 | −3   |
| 15.º | Atlético de Rafaela | 43   | 38 | 10 | 13 | 15 | 41 | 51 | −10  |
| 16.º | All Boys            | 41   | 38 | 10 | 11 | 17 | 34 | 51 | −17  |
| 17.º | Independiente       | 39   | 38 | 8  | 15 | 15 | 32 | 41 | −9   |
| 18.º | Argentinos Juniors  | 37   | 38 | 8  | 13 | 17 | 32 | 50 | −18  |
| 19.º | Tigre               | 34   | 38 | 7  | 13 | 18 | 38 | 57 | −19  |
| 20.º | Unión               | 24   | 38 | 3  | 15 | 20 | 33 | 64 | −31  |

|  | Clasificados a la Copa Sudamericana 2013. |

| 1. |

## Tabla de descenso
| Pos. | Equipo              | Promedio | 2010-11 | 2011-12 | 2012-13 | Total | PJ  |
| ---- | ------------------- | -------- | ------- | ------- | ------- | ----- | --- |
| 1.º  | Vélez Sarsfield     | 1,815    | 82      | 64      | 61      | 207   | 114 |
| 2.º  | Boca Juniors        | 1,684    | 53      | 76      | 64      | 64    | 114 |
| 3.º  | Lanús               | 1,622    | 63      | 55      | 67      | 185   | 114 |
| 4.º  | River Plate         | 1,578    | -       | -       | 51      | 180   | 38  |
| 5.º  | Arsenal             | 1,570    | 57      | 62      | 60      | 179   | 114 |
| 6.º  | Belgrano            | 1,500    | –       | 55      | 59      | 114   | 76  |
| 7.º  | Estudiantes (LP)    | 1,464    | 69      | 50      | 48      | 167   | 114 |
| 8.º  | Newell's Old Boys   | 1,438    | 42      | 48      | 74      | 164   | 114 |
| 8.º  | Racing Club         | 1,438    | 52      | 50      | 62      | 164   | 114 |
| 10.º | Colón               | 1,342    | 47      | 60      | 46      | 153   | 114 |
| 11.º | Godoy Cruz          | 1,315    | 63      | 38      | 49      | 150   | 114 |
| 11.º | Quilmes             | 1,315    | –       | –       | 50      | 50    | 38  |
| 13.º | San Lorenzo         | 1,307    | 47      | 44      | 58      | 149   | 114 |
| 14.º | Tigre               | 1,289    | 50      | 63      | 34      | 147   | 114 |
| 15.º | All Boys            | 1,280    | 51      | 54      | 41      | 146   | 114 |
| 16.º | Argentinos Juniors  | 1,228    | 54      | 49      | 37      | 140   | 114 |
| 17.º | Atlético de Rafaela | 1,223    | –       | 50      | 43      | 93    | 76  |
| 18.º | San Martín (SJ)     | 1,197    | –       | 48      | 43      | 91    | 76  |
| 19.º | Independiente       | 1,131    | 43      | 47      | 39      | 129   | 114 |
| 20.º | Unión               | 0,973    | –       | 50      | 24      | 74    | 76  |

|  | Descendieron a la Primera B Nacional. |

|  |

## Partido final del campeonato
Se jugó entre los campeones del Torneo Inicial y del Torneo Final, en cancha neutral, y el ganador fue Vélez Sarsfield, que se consagró campeón del Campeonato de Primera División 2012-2013, y obtuvo el trofeo llamado históricamente Challenge Cup, Copa Desafío, Championship Cup, Copa Campeonato y, durante un corto tiempo, Copa Alumni. Además consiguió la clasificación a las copas Sudamericana 2013 y Libertadores 2014. Asimismo, le permitió disputar la Supercopa Argentina 2013 contra Arsenal, campeón de la Copa Argentina 2012-13.
El encuentro se disputó el 29 de junio de 2013 en el estadio Malvinas Argentinas, de la ciudad de Mendoza, y fue organizado por la Asociación del Fútbol Argentino a través de la empresa subsidiaria Santa Mónica.
| 13         | Guardameta     | Sebastián Sosa      |     |
| 5          | Defensa        | Fabián Cubero       |     |
| 2          | Defensa        | Fernando Tobio      |     |
| 6          | Defensa        | Sebastián Domínguez |     |
| 3          | Defensa        | Emiliano Papa       |     |
| 24         | Centrocampista | Iván Bella          | 29' |
| 17         | Centrocampista | Franco Razzotti     |     |
| 8          | Centrocampista | Fernando Gago       | 71' |
| 10         | Centrocampista | Federico Insúa      |     |
| 12         | Delantero      | Lucas Pratto        | 67' |
| 14         | Delantero      | Facundo Ferreyra    |     |
| Entrenador | Entrenador     | Ricardo Gareca      |     |

| 1          | Guardameta     | Nahuel Guzmán    |     |
| 4          | Defensa        | Marcos Cáceres   |     |
| 27         | Defensa        | Santiago Vergini |     |
| 20         | Defensa        | Gabriel Heinze   |     |
| 15         | Defensa        | Milton Casco     |     |
| 8          | Centrocampista | Pablo Pérez      | 71' |
| 7          | Centrocampista | Lucas Bernardi   |     |
| 14         | Centrocampista | Rinaldo Cruzado  | 63' |
| 16         | Delantero      | Víctor Figueroa  |     |
| 32         | Delantero      | Ignacio Scocco   |     |
| 11         | Delantero      | Maxi Rodríguez   |     |
| Entrenador | Entrenador     | Gerardo Martino  |     |

| 4  | Defensa        | Gino Peruzzi    | 29' |
| 29 | Centrocampista | Lucas Romero    | 67' |
| 18 | Centrocampista | Francisco Cerro | 71' |

| 28 | Delantero | Martín Tonso       | 63' |
| 37 | Delantero | Maximiliano Urruti | 71' |

| Anotado | 8' | Lucas Pratto | 1:0 |

|  |  |  |  |

| Amonestado | 9'    | Fabián Cubero   |
| Amonestado | 45'   | Emiliano Papa   |
| Amonestado | 76'   | Federico Insúa  |
| Amonestado | 90+1' | Franco Razzotti |

| Amonestado | 5'  | Santiago Vergini   |
| Amonestado | 9'  | Pablo Javier Pérez |
| Amonestado | 63' | Rinaldo Cruzado    |

| Otorgado · Otorgado otra vez · Expulsado | 27' | Fabián Cubero |

| Árbitro             | Néstor Pitana  |
| Árbitros asistentes | Yamil Bonfa    |
| Árbitros asistentes | Iván Nuñez     |
| Cuarto árbitro      | Mauro Vigliano |

| 13         | Guardameta     | Sebastián Sosa      |     |
| 5          | Defensa        | Fabián Cubero       |     |
| 2          | Defensa        | Fernando Tobio      |     |
| 6          | Defensa        | Sebastián Domínguez |     |
| 3          | Defensa        | Emiliano Papa       |     |
| 24         | Centrocampista | Iván Bella          | 29' |
| 17         | Centrocampista | Franco Razzotti     |     |
| 8          | Centrocampista | Fernando Gago       | 71' |
| 10         | Centrocampista | Federico Insúa      |     |
| 12         | Delantero      | Lucas Pratto        | 67' |
| 14         | Delantero      | Facundo Ferreyra    |     |
| Entrenador | Entrenador     | Ricardo Gareca      |     |

| 1          | Guardameta     | Nahuel Guzmán    |     |
| 4          | Defensa        | Marcos Cáceres   |     |
| 27         | Defensa        | Santiago Vergini |     |
| 20         | Defensa        | Gabriel Heinze   |     |
| 15         | Defensa        | Milton Casco     |     |
| 8          | Centrocampista | Pablo Pérez      | 71' |
| 7          | Centrocampista | Lucas Bernardi   |     |
| 14         | Centrocampista | Rinaldo Cruzado  | 63' |
| 16         | Delantero      | Víctor Figueroa  |     |
| 32         | Delantero      | Ignacio Scocco   |     |
| 11         | Delantero      | Maxi Rodríguez   |     |
| Entrenador | Entrenador     | Gerardo Martino  |     |

| 4  | Defensa        | Gino Peruzzi    | 29' |
| 29 | Centrocampista | Lucas Romero    | 67' |
| 18 | Centrocampista | Francisco Cerro | 71' |

| 28 | Delantero | Martín Tonso       | 63' |
| 37 | Delantero | Maximiliano Urruti | 71' |

| Anotado | 8' | Lucas Pratto | 1:0 |

|  |  |  |  |

| Amonestado | 9'    | Fabián Cubero   |
| Amonestado | 45'   | Emiliano Papa   |
| Amonestado | 76'   | Federico Insúa  |
| Amonestado | 90+1' | Franco Razzotti |

| Amonestado | 5'  | Santiago Vergini   |
| Amonestado | 9'  | Pablo Javier Pérez |
| Amonestado | 63' | Rinaldo Cruzado    |

| Otorgado · Otorgado otra vez · Expulsado | 27' | Fabián Cubero |

| Árbitro             | Néstor Pitana  |
| Árbitros asistentes | Yamil Bonfa    |
| Árbitros asistentes | Iván Nuñez     |
| Cuarto árbitro      | Mauro Vigliano |

## Descensos y ascensos
Unión, Independiente y San Martín (SJ) descendieron a la Primera B Nacional al haber ocupado los tres últimos puestos en la tabla de promedios, siendo reemplazados por Rosario Central, Gimnasia y Esgrima La Plata y Olimpo para el campeonato 2013-14.